# Julia Chochół
Julia Chochół (ur. 17 maja 2001 r. w Krakowie) – polska gimnastyczka artystyczna, zawodniczka PTG „Sokół” Kraków.

## Kariera
W 2017 roku wzięła udział na mistrzostwach świata w Pesaro. W układach zbiorowych wystąpiła razem z Aleksandrą Wlaźlak, Julią Deruś, Katarzyną Iwanowską, Patrycją Niewiedział i Aleksandrą Majewską. W układzie z pięcioma obręczami zajęły 17. miejsce, zaś w układzie z trzema piłkami i dwoma skakankami – 19. W wieloboju zostały sklasyfikowane na 18. pozycji.
Następnego roku na mistrzostwach Europy w Guadalajarze zajęła 7. miejsce w finale układu z pięcioma obręczami. Drużynę uzupełniły Aleksandra Wlaźlak, Aleksandra Majewska, Agata Malisiewicz, Alicja Guja i Michalina Nicpoń.
We wrześniu tego samego roku podczas mistrzostw świata w Sofii ponownie wystąpiła w układach zbiorowych. Tym razem w grupie znalazły się również Aleksandra Wlaźlak, Alicja Guja, Aleksandra Majewska, Agata Malisiewicz i Michalina Nicpoń. W rywalizacji z pięcioma obręczami zajęły 12. miejsce, natomiast w układzie z trzema piłkami i dwoma parami maczug były 20. W klasyfikacji wieloboju zostały sklasyfikowane na 16. pozycji.
Na mistrzostwach świata w 2019 roku w Baku razem z Mileną Górską, Aleksandrą Majewską, Aleksandrą Wlaźlak i Alicją Dobrołęcką  zajęła 15. miejsce w układzie z pięcioma piłkami oraz 17. – w układzie z trzema obręczami i dwoma parami maczug. W klasyfikacji wieloboju zostały sklasyfikowane na 18. pozycji.